# Dasiops dreisbachi
Dasiops dreisbachi är en tvåvingeart som beskrevs av Mcalpine 1964. Dasiops dreisbachi ingår i släktet Dasiops och familjen stjärtflugor.
Artens utbredningsområde är Arizona. Inga underarter finns listade i Catalogue of Life.